# أنديرا
انديرا بلدية في ولاية بارانا في المنطقة الجنوبية من البرازيل.